# Joana de Castelo Branco
Joana de Castelo Branco (Faial, Madeira, 23 de junho de 1856) foi uma poetisa portuguesa .

## Biografia
Filha de Caetano Ornelas Velosa Castelbranco e de D.Rosa de Freitas. Trabalhou nos Correios e Telégrafos em Lisboa. A escritora deu o seu contributo no Diário de Notícias da Madeira (1876 a 1877) e na Lucta: órgão do Partido Republicano na Madeira onde assinava os seus artigos como como J. A da Piedade N. de C.B., Joana de Castelbranco ou J. A. de C.B.
Segundo o Padre Augusto da Silva, também escritor, Joana de Castelo Branco foi uma grande poetisa notada madeirense.
Veio a falecer em Lisboa a 3 de novembro de 1920.

## Obras publicadas
As minhas flores (1908) e Fluctuações: versos (1910)